# 香宗我部親秀
香宗我部 親秀（こうそかべ ちかひで）は、戦国時代の武将。土佐国の国人。

## 生涯
土佐国香美郡東南部の国人・香宗我部通長の長男として誕生。
家督相続後、大永6年（1526年）に土佐安芸郡の領主・安芸氏を攻めて大敗し、嫡男の秀義を失った。そのため弟の秀通を養子にし、自らは遷仙と号して隠居した。
しかし長宗我部国親の勢力が拡大した事に恐れを抱き、その3男を養子に迎えようとして秀通と対立。秀通は国親と結ぶ事に強硬に反対し、遂に弘治2年（1556年）に親秀は秀通を暗殺して国親の3男を香宗我部親泰として養子に迎えて跡を継がせた。
以後は親泰を補佐しながら隠居していたという。